# Paolo Trinci

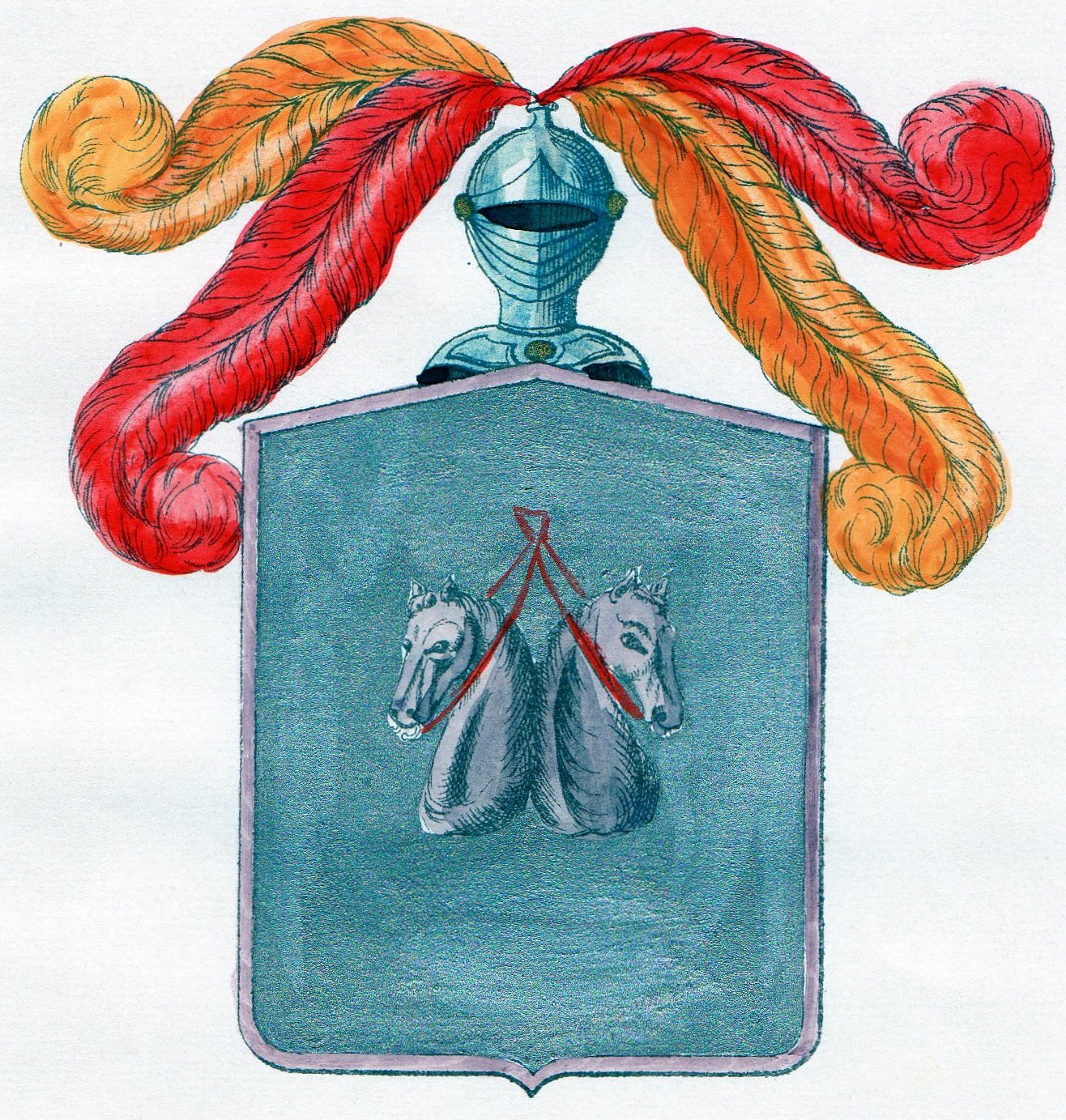
Stemma dei Trinci

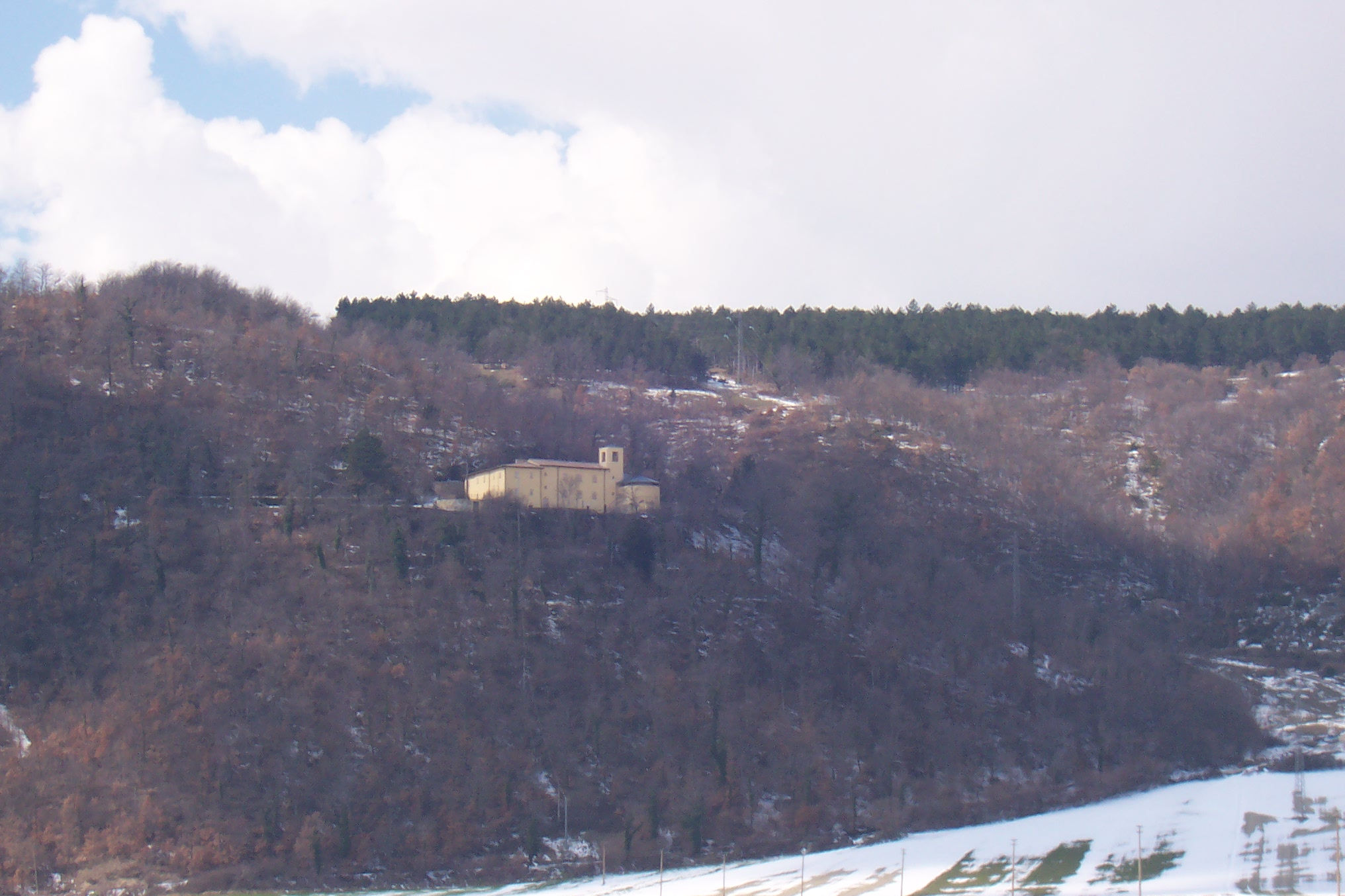
Convento di Brogliano

Beato Paolo (Paoluccio) di Vagnozzo da Foligno (Foligno, 1309 – Foligno, 17 settembre 1391) è stato un religioso italiano, istitutore della riforma dell'osservanza di san Francesco, nominata degli "Zoccolanti".

## Biografia
Chiamato "Paoluccio" per la bassa statura, era figlio di Vagnozzo da Foligno. Nel 1368 ebbe dal ministro generale Tommaso da Frignano il permesso di ritirarsi nel convento di Brogliano assieme ad altri fratelli e ritentare un'esperienza di rigorosa osservanza della Regola francescana (per l'uso di calzature di legno, che indossavano a causa dell'asperità del luogo, i frati vennero chiamati "zoccolanti"). Fra Paolo fondò molti conventi in Italia (tra questi il monastero di Sant'Anna in Foligno assieme ad Angelina di Marsciano e nel 1370 istituì la riforma delle Terziarie francescane. Morì a Foligno nel 1391 e venne sepolto nella chiesa di San Francesco mentre attualmente il suo corpo è conservato nella chiesa del Santuario di San Francesco (Monteluco). Suo successore fu il beato Giovanni da Stroncone.